# Goda de Inglaterra
Goda (o Godgifu) de Inglaterra (h. 1004 – h. 1049) fue la hija del rey Etelredo el Indeciso y de su segunda esposa, Emma de Normandía, así como la hermana del rey Eduardo el Confesor. Su nombre proviene del anglosajón Godgifu o Godgyfu, que significa «regalo de Dios» (francés: Godjifu; latín: Godiva).
Hacia el 7 de abril de 1024, se casó en primeras nupcias con Drogo de Mantes, conde de Vexin, y tuvo tres hijos con él:
- Ralf el Tímido, conde de Hereford.
- Gautier (o Walter) III, conde de Vexin (m. 1063). Contrajo nupcias con Biota de Maine (m. 1063), hija de Herberto I de Maine. Gautier y Biota murieron en circunstancias sospechosas mientras eran cautivos del duque Guillermo de Normandía (Guillermo I de Inglaterra).
- Foulques (Fulk) de Vexin (m. 1068).

En 1035, se casó en segundas nupcias con el conde Eustaquio II de Boulogne, pero el matrimonio no tuvo hijos.
Los historiadores no se ponen de acuerdo sobre la fecha en la que murió Goda: Heather Tanner la sitúa alrededor del año 1047, y señala que Eustaquio volvió a casarse hacia 1049; mientras que Elisabeth van Houts sostiene que falleció en torno a 1056. Según David Bates, la unión fue objeto de críticas por motivos que se desconocen en el concilio de Reims de 1049, que estuvo presidido por el papa. Al parecer, este hecho supuso el fin del matrimonio y el regreso de Goda a Inglaterra, donde recibió un generoso trato por parte de su hermano.
Tras la conquista de Inglaterra de Guillermo de Normandía, las tierras de Buckinghamshire que habían sido propiedad de Goda pasaron a manos del caballero flamenco-normando Bertram de Verdun, señor de Farnham Royal, y del caballero bretón Raúl, conde de Fougères.